# Блуфилд (Вирџинија)
Блуфилд (енгл. Bluefield) град је у америчкој савезној држави Вирџинија. По попису становништва из 2010. у њему је живело 5.444 становника.

## Демографија
Према попису становништва из 2010. у граду је живело 5.444 становника, што је 366 (7,2%) становника више него 2000. године.
| Група             | 2000.         | 2010.         |
| Белци             | 4.671 (92,0%) | 4.851 (89,1%) |
| Афроамериканци    | 247 (4,9%)    | 334 (6,1%)    |
| Азијати           | 72 (1,4%)     | 104 (1,9%)    |
| Хиспаноамериканци | 21 (0,4%)     | 68 (1,2%)     |
| Укупно            | 5.078         | 5.444         |